# غاريت ويذرز
غاريت ويذرز هو محامي وسياسي أمريكي، ولد في 21 يونيو 1884 في مقاطعة ويبستر في الولايات المتحدة، وتوفي في 30 أبريل 1953 في بيثيسدا في الولايات المتحدة. نشط حزبياً في الحزب الديمقراطي.

## مناصب
- انتخب عضو مجلس الشيوخ الأمريكي [الإنجليزية]‏ عن دائرة Kentucky Class 3 senate seat ‏ وقد انضم خلال فترته النيابية [الإنجليزية]‏ (20 يناير 1949 – 26 نوفمبر 1950) للكتلة البرلمانية الحزب الديمقراطي.
- انتخب Referee in Bankruptcy [الإنجليزية]‏ (1941 – 1945).
- انتخب عضو مجلس نواب كنتاكي ‏.
- انتخب عضو مجلس النواب الأمريكي [الإنجليزية]‏ (2 أغسطس 1952 – 30 أبريل 1953).
- انتخب عضو مجلس الشيوخ الأمريكي [الإنجليزية]‏ (20 يناير 1949 – 26 نوفمبر 1950).